# Eotaleporia lusitaniella
Eotaleporia lusitaniella is een vlinder uit de familie zakjesdragers (Psychidae). De wetenschappelijke naam van deze soort is voor het eerst geldig gepubliceerd in 1955 door Amsel.
De soort komt voor in Europa.